# Sveti Ilija
Sveti Ilija  è un comune della Croazia di 4 174 abitanti della regione di Varaždin.